# Raïon de Sambir
Le raïon de Sambir (en ukrainien : Самбірський район) est un raïon (district) dans l'oblast de Lviv en Ukraine. Avec la réforme administrative du 18 juillet 2020 le raïon est agrandi aux dépens de ses voisins : raïon de Tourka, raïon de Staryï.

## Lieux d’intérêt
Le parc national des Beskides royales, la base aérienne de Sambir, la Laure Saint-Onuphre.

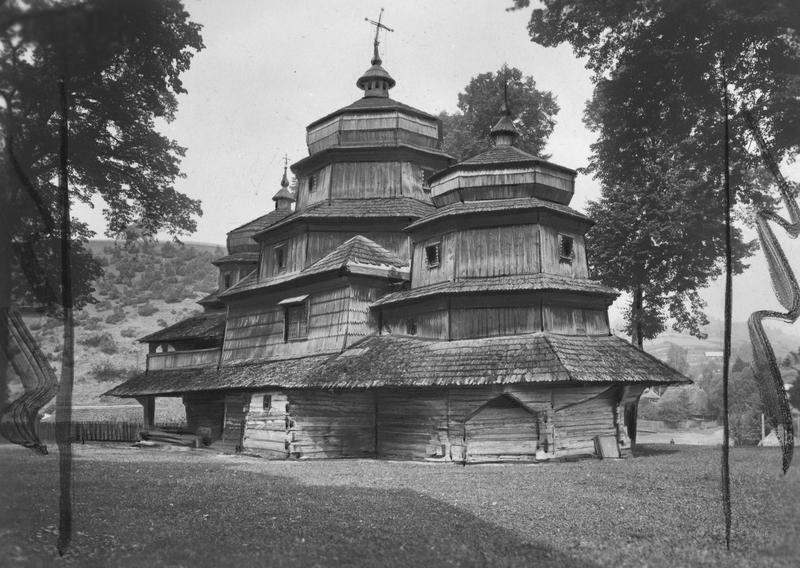
Église d'Issaï, classée[1],[2],
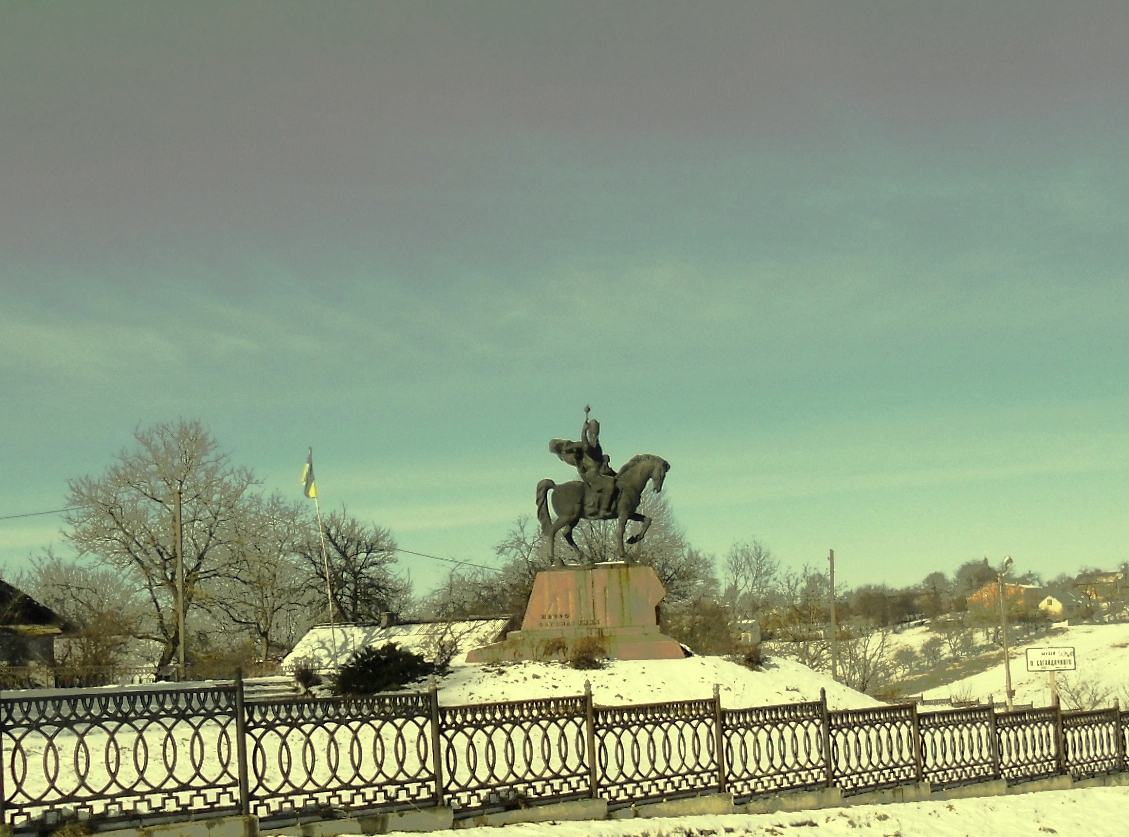
la statue équestre de Petro Sahaïdatchnyi, classée[3],
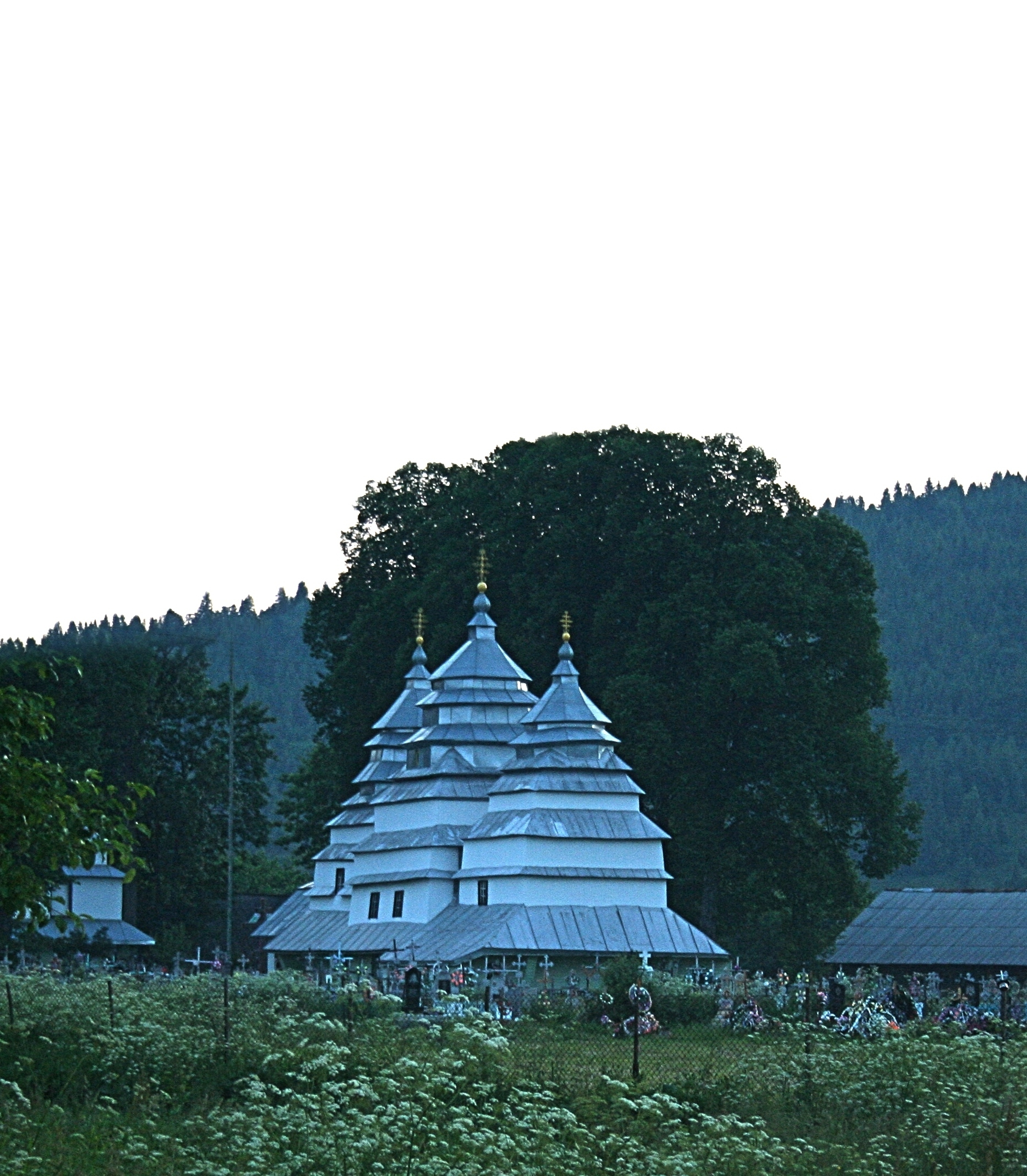
église de la Pentecôte de Nyjnie Vysotsky, classée[4],[5],
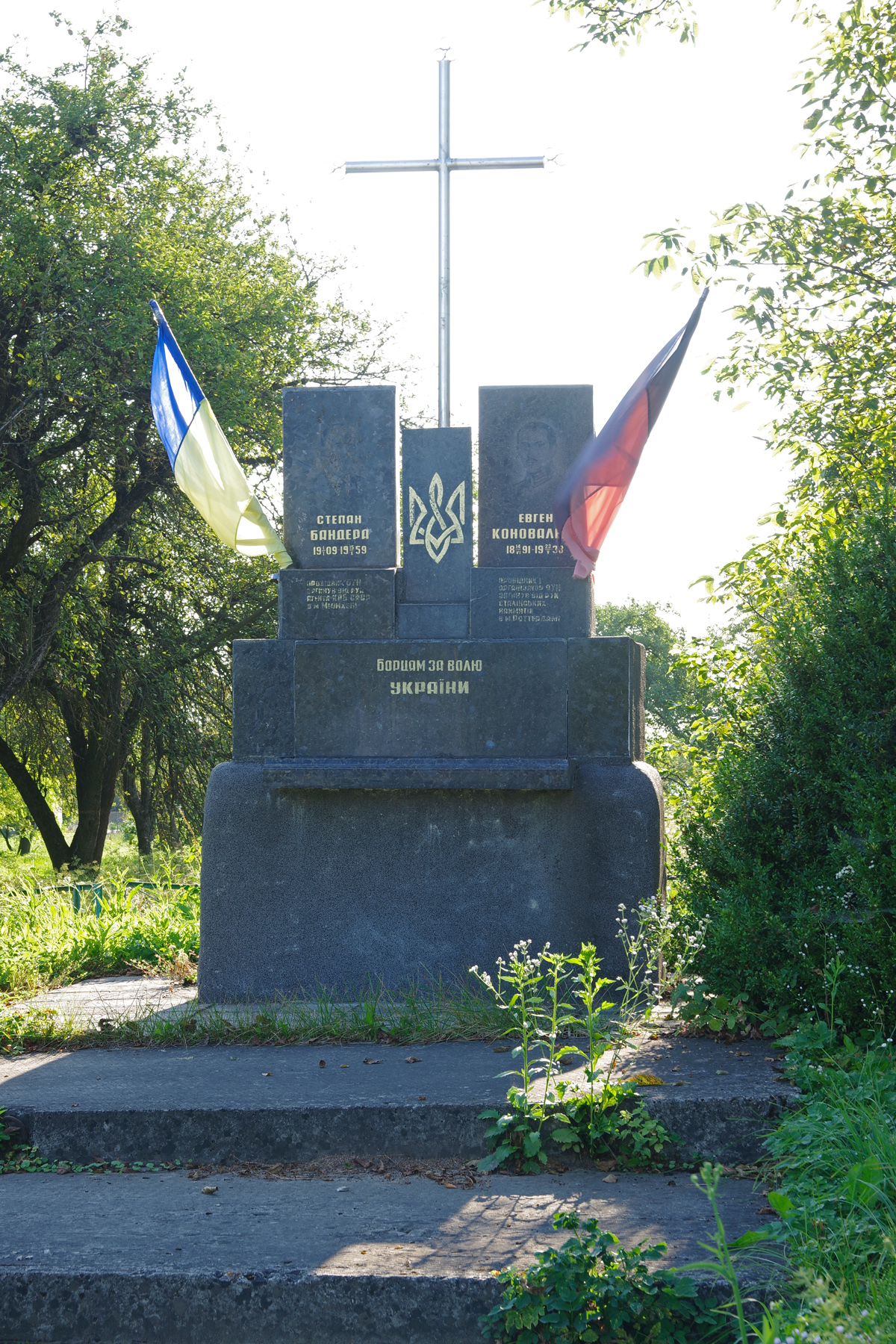
monument à Stepan Bandera et Yevhen Konovalets, classé[6],
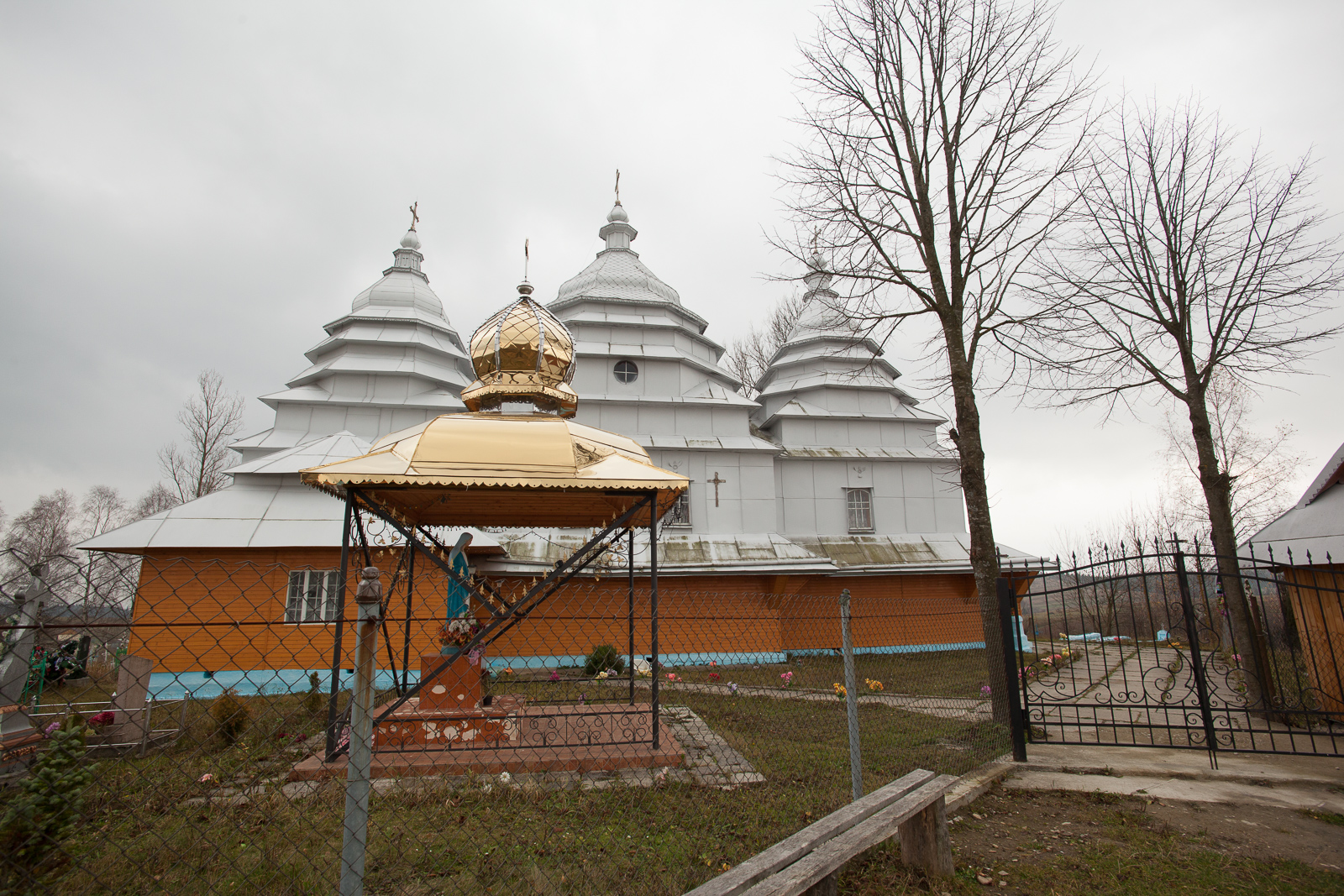
église de Prislip, classée[7],
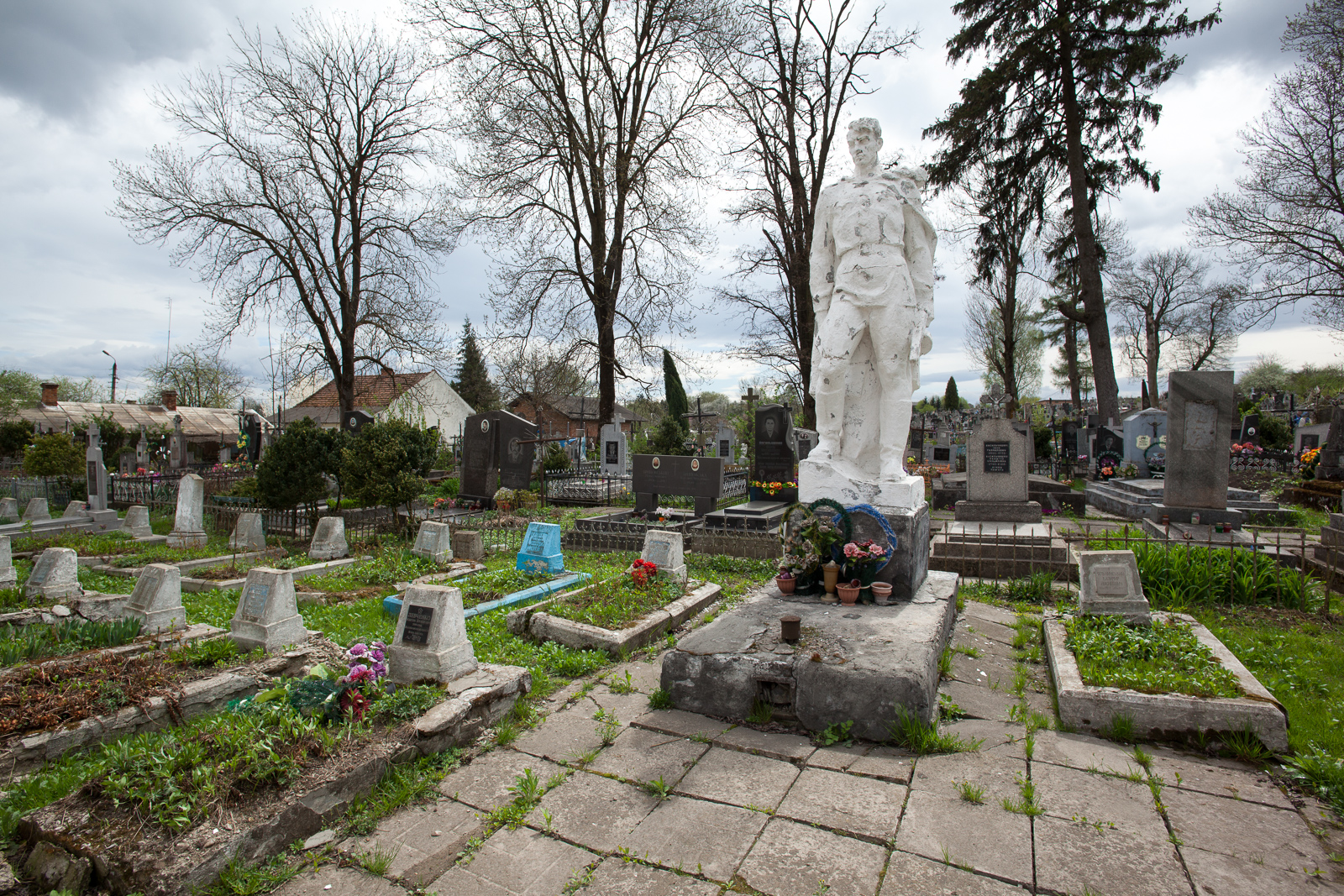
cimetière, classé[8].